# Schloss Brissac

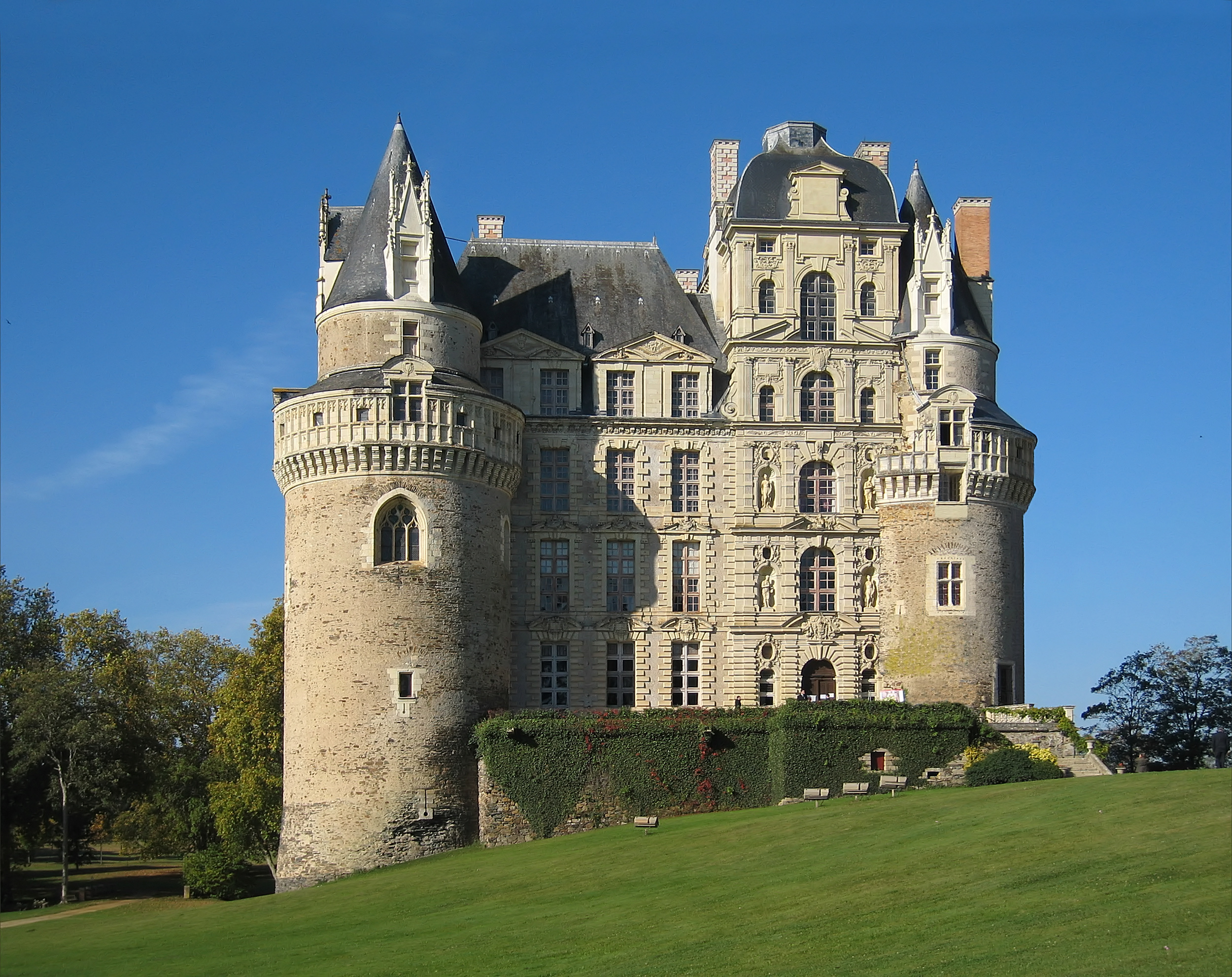
Schloss Brissac – unvollendeter Hauptflügel zwischen den Türmen des ursprünglichen Bauwerkes

Das Schloss Brissac befindet sich in der französischen Stadt Brissac-Quincé im Département Maine-et-Loire, rund 15 Kilometer südlich von Angers gelegen. Das Schloss verfügt über sieben Stockwerke und 204 Räume und trägt den Spitznamen „Riese der Loire“. 

## Das alte Schloss
Schloss Brissac wurde im 11. Jahrhundert ursprünglich als Befestigung von den Grafen von Anjou erbaut. Nach dem Sieg Philipps II. über den englischen König übergab er den Besitz an Guillaume des Roches. Mitte des 15. Jahrhunderts erwarb Pierre de Brézé, Minister von Karl VII. und Ludwig XI. den Besitz und errichtete ein mittelalterliches Schloss mit mächtigen Rundtürmen. Zwei davon flankieren noch heute die Hauptfront. Sie gehören zu dem wenigen, das von dem Bauwerk aus dem 15. Jahrhundert übrig geblieben ist. 1465 fiel Pierre de Brézé in der Schlacht von Montlhéry, und 1502 war die Familie Brézé gezwungen, Brissac an den Kammerherren Karls VIII., René de Cossé, zu verkaufen. Seine Nachkommen, die Herzöge von Brissac, sind noch heute die Besitzer des Schlosses Brissac.
Charles II. Cossé-Brissac war während der Religionskriege einer der Anführer der Katholischen Liga und seit 1594 Statthalter von Paris. Er wollte dem Bürgerkrieg ein Ende machen und erkannte Heinrich IV. als legitimen König von Frankreich an. Indem er ihm am 22. März 1594 die Tore der von spanischen Truppen besetzten Hauptstadt öffnen ließ, gab er Heinrich IV. die Möglichkeit, die Stadt praktisch kampflos einzunehmen. Zum Dank erhob der König 1611 Brissac zum Herzogtum und verlieh Charles II. den Rang eines Feldmarschalls und Pair von Frankreich. Außerdem erlaubte er ihm, das während des Krieges stark zerstörte Schloss wieder aufzubauen.

## Umbau unter Charles II. de Cossé
Nach einem grandiosen Plan sollte ab 1601 das alte Schloss vollkommen abgerissen werden und an dessen Stelle ein bauliches Monument mit drei Flügeln und sieben bis acht Stockwerken erstehen. Der Wiederaufbau kam jedoch nur zögernd voran; neue Teile wurden schon errichtet, während man noch dabei war, alte Gebäudeteile abzureißen. Noch vor der Fertigstellung verstarb der Bauherr 1621, und sein Sohn und Nachfolger ließ sämtliche Arbeiten einstellen. Somit verblieb das Gebäude bis heute in dem damals erreichten baulichen Zustand.

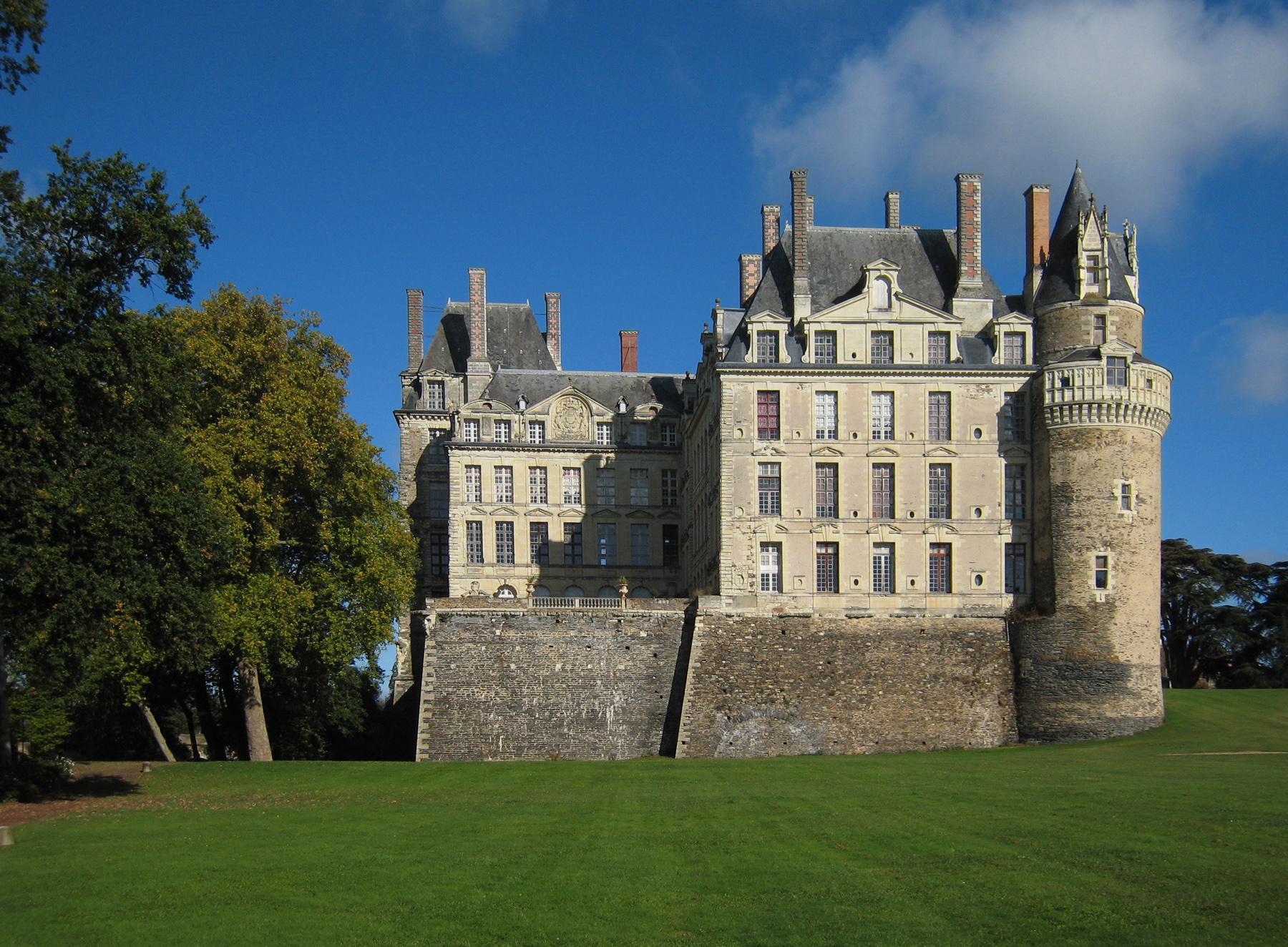
Schloss Brissac: Parkansicht

Der monumentale Pavillon des fünfstöckigen Hauptflügel im Osten liegt zwischen den zwei Rundtürmen des alten Schlosses und zeigt einen an Schloss Cheverny erinnernden, aber etwas italienisierenden Stil. Gegliedert werden die Geschosse von Pilastern der fünf klassischen Ordnungen. Seitliche Rundbogennischen und -fenster begleiten die fünf großen Rundbogenöffnungen der Mittelachse. Zusätzlich belebt wird die Fassade durch Pilasterquaderung sowie gequaderte Rahmungen an Fenster- und Türöffnungen. Zwei stilistisch ähnlich angelegte Trakte umschließen mit dem Hauptflügel einen engen Innenhof.
Der Pavillon sollte beidseitig einen niedrigeren Flügel erhalten, jedoch wurde nur die linke Seite zwischen Pavillon und Südturm fertiggestellt. Der ursprüngliche Plan Charles’ II. de Cossé lief auf eine vollkommen symmetrische Fassade ohne die beiden Türme hinaus.

## Interieur

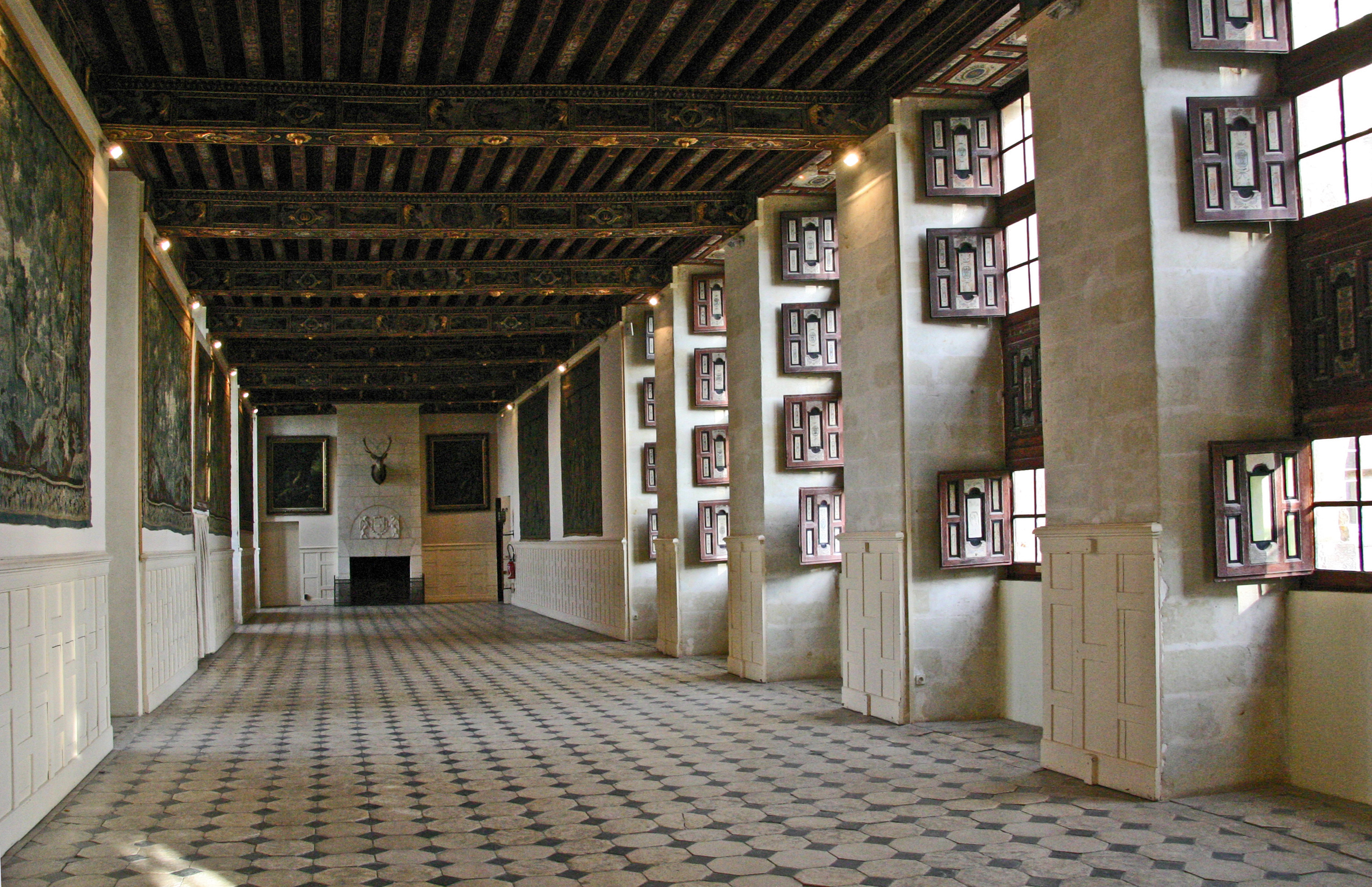
Salle des Gardes

Das Schloss Brissac ist heute noch bewohnt und ist mit etlichen Kostbarkeiten ausgestattet. Vom Vestibül aus führt der Rundgang zuerst in den großen Salon mit einer geschnitzten und bemalten Holztäfelung sowie einer vergoldeten Balkendecke aus dem 17. Jahrhundert. Des Weiteren befinden sich hier vier venezianische Kristall-Kronleuchter aus Murano. Das eindrucksvolle Gebälk zeigt den Stil Ludwigs XIII. und ist mit geschnitzten Blumengirlanden, Früchten und Blattmotiven geschmückt.
In der ersten Etage befindet sich die große Galerie. Sie hat eine Länge von 32 m und ist von der Art, wie sie sich in den Schlössern im Laufe des 16. und 17. Jahrhunderts verbreitete. Beispiele hierfür sind die Francois Galerie in Fontainebleau, die Galerie im Schloss Chenonceau über den Fluss Cher sowie der Spiegelsaal im Schloss Versailles. Die Wände waren entweder mit Malereien verziert, oder sie wurden wie im Schloss Brissac mit Wandteppichen behängt. Die aus dem 16. Jahrhundert stammenden flämischen Tapisserien stellen Szenen aus dem Leben Alexander des Großen dar. Die gewölbte Decke der Galerie wurde 1625 prachtvoll mit 100 Miniaturen pastoraler, biblischer und mythologischer Thematik bemalt.
Den Schluss des Rundganges bildet die gotische Kapelle im Südturm des ursprünglichen Schlosses. Das Chorgestühl aus der Renaissance ist mit eingelegten Emailplaketten geschmückt und stammt aus einem Kloster in Neapel. Es folgt der Raum der Jagden, der seinen Namen flämischen Wandteppichen mit Darstellungen verschiedener Jagdarten des 16. Jahrhunderts verdankt. Im anschließenden sogenannten Zimmer Ludwigs XIII. trafen sich im August 1620 König Ludwig XIII. und seine Mutter Maria von Medici nach der Schlacht bei Les Ponts-de-Cé, um sich vorübergehend zu versöhnen.

## Das Schloss in der Neuzeit

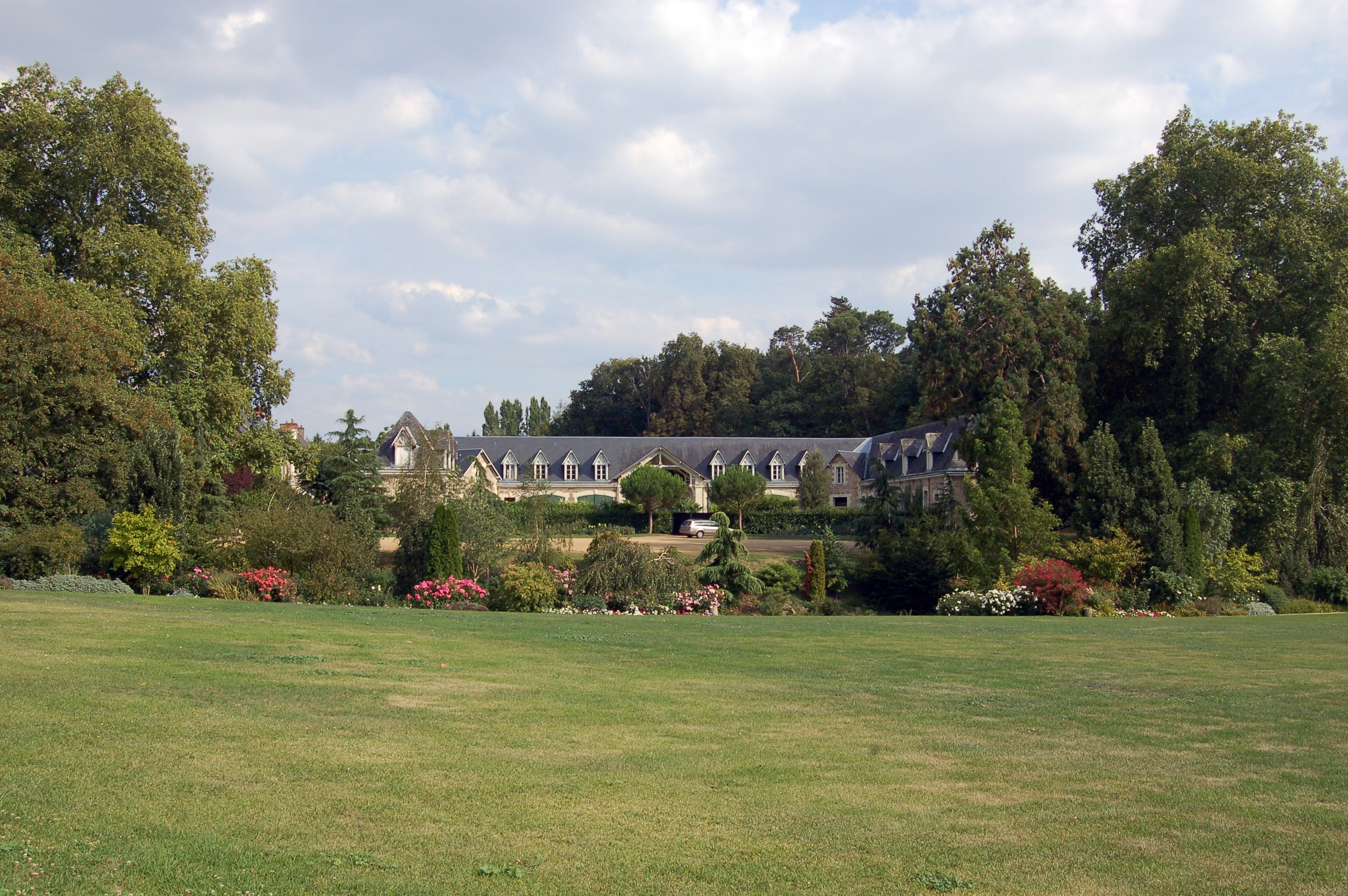
Gestüt und Teil des Parks

Die Nachkommen des Grafen von Brissac bewohnten das Schloss, bis es 1792 während der Französischen Revolution geplündert wurde. Das Schloss lag in Trümmern, bis es 1844 durch die Nachkommen des Grafen restauriert wurde. Diese Arbeiten dauerten bis weit in das 19. Jahrhundert.
Gegen Ende des 19. Jahrhunderts veränderte Jeanne Say, Gattin des Marquis de Brissac, die nähere Umgebung des Schlosses. Ein Graben, über welchen eine Zugbrücke führte, wurde aufgefüllt und der Park im englischen Stil umgestaltet. Die Stallungen gegenüber dem Schloss wurden restauriert, ebenso Zimmer und Innenräume; zudem wurde für die begabte Koloratursängerin auch ein kleiner Opernsaal im Schloss gebaut.
Heute ist das Schloss im Besitz des 13. Herzogs von Brissac und wird immer noch bewohnt. Die Innenräume sind zum Teil für Besucher geöffnet. Für besondere Anlässe bietet das Schloss den repräsentativen Rahmen, und es ist außerdem Veranstaltungsort des jährlich stattfindenden Festivals Val de Loire.
An das Schloss schließt sich ein weitläufiger, etwa 70 Hektar großer Park mit zwei natürlichen Wasserwegen sowie einem Gestüt an. Dem Schloss angegliedert ist auch ein Weingut. Am Rande des Parks existiert ein 237 Meter langer Tunnel, der vermutlich aus dem 18. Jahrhundert stammt und den überflutenden Fluss Aubance abgeleitet hat, um Überschwemmungen am Schloss zu verhindern. Im Laufe der Jahrhunderte hat sich diese Passage mit tausenden Kubikmeter Sand gefüllt, die bis zum Jahr 2000 entfernt wurden. Über 100 Freiwillige aus dem Ort benötigten dafür vier Jahre.